# Marij Bratina
Marij Bratina, slovenski arhivar, * 3. februar 1912 Stomaž, † 13. marec 1982, Koper.

## Življenje in delo
Rodil se je v družini Antona in Frančiške Bratina rojene Šatej v Stomažu pri Ajdovščini. Ljudsko šolo je obiskoval v rojstnem kraju, nato je bil leta 1934 sprejet na jezuitski inštitut v Gallaretu pri Milanu. Po treh letih študija se je odločil izstopiti iz
duhovniškega stanu. zaposlil se je kot učitelj italijanskega in latinskega jezika ter književnosti na klasični gimnaziji Cesare Arici v  Brescii. Med 
2. svetovno vojno je bil vojak na ruskem bojišču. Tu je bil ranjen, po okrevanju pa je prišel v Trst. V Trstu se je povezal z naronoosvobodilnim gibanjem in dočakal prihod 4. jugoslovanske armade.
Po osvoboditvi je bil učitelj na gimnaziji v Kopru. Že tukaj se je seznanil z arhivskim gradivom, saj je pomagal pri delovanju »Zbirnega centra« v Portorožu. Ta izkušnja, sodelovanje pri postavitvi razstave »Slovenci ob Jadranu«, predvsem pa znanje latinščine so ga jeseni 1953 privedle do mesta ravnatelja v koprskem Mestnem arhivu, ki je to ime in ustanovitev doživel šele 25. februarja 1956 prav zaradi Bratinovega vestnega delovanja. Na lastno željo je dobro leto po ustanovitvi arhiva odšel nazaj v prosveto. Po njegovem odhodu pa je arhiv doživljal težke čase. Ponovno se je kot arhivar oziroma arhivski svetovalec  - tedaj že v Pokrajinskem arhivu Koper - zaposlil leta 1969 in tu ostal do upokojitve 1973. Bratina je strokovno uredil, popisal in izdelal inventarje za precej starejših in novejših arhivskih fondov. Njegovo delo še danes služi kot izredno koristen napotek tako strokovnim delavcem v arhivu kot tudi drugim uporabnikom arhivskega gradiva.